# Skånskt gulplommon
Skånskt gulplommon är en plommonsort av okänt ursprung, som odlats mycket länge i Skåne och Danmark, där den ersätter Allmänt gulplommon. Den beskrevs först av C. G. Dahl 1931.
Frukten är knappt medelstor, rund, ljusgrön, gulvit vid full mognad. Huden lossnar lätt från köttet, som är löst, grovt, saftigt, mer sött än syrligt med svag arom. Den mognar i senare delen av september. Trädet växer rätt svagt och börjar bära sent och bär sedan oregelbundet. Blomningen är sen. Sorten har endast förökats med rotskott.